# Cyrtopodium vernum
Cyrtopodium vernum là một loài thực vật có hoa trong họ Lan. Loài này được Rchb.f. & Warm. mô tả khoa học đầu tiên năm 1881.